# Kåge Gimtell
Kåge (ursprungligen Karl Göran) Gimtell, född 16 april 1932 i Spånga församling, död 11 november 2021 i Hyllie församling i Malmö, var en svensk TV-producent och regissör. Han var en ledande producent för Sveriges Television i Malmö mellan 1960 och 1998 och producerade över 900 program.
Gimtell producerade bland annat fem Melodifestivaler (1983, 1985, 1988, 1991 och 1995) och Eurovision Song Contest i Malmö 1992 och många populära underhållningsprogram såsom Här är ditt liv med Lasse Holmqvist men också smalare program och tv-filmer. 
Han regisserade även långfilmerna Älskling på vift (1964) och En sån strålande dag (1967) samt kortfilmer för svensk television. Som flyg- och spårvagnsentusiast var han länge en aktiv kraft för mer allmänt återinförande av spårvagnstrafik i städer, gjorde ett flertal dokumentära filmer om ämnet och var själv återkommande spårvagnsförare på bland annat Djurgårdslinjen i Stockholm.
År 2011 utkom hans självbiografi "Kameran går..." i samarbete med Claes-Allan Lundin (Sivart förlag, ISBN 9789185705511). Kåge Gimtell är begravd på Limhamns kyrkogård i Malmö.

## Filmografi
- 1963 – Petter kommer igen
- 1963 – Här kommer Petter
- 1964 – Petter klarar allt!
- 1964 – Älskling på vift
- 1965 – Klart skepp till månen
- 1967 – En sån strålande dag
- 1968 – Slättemölla by